# 政府工作报告

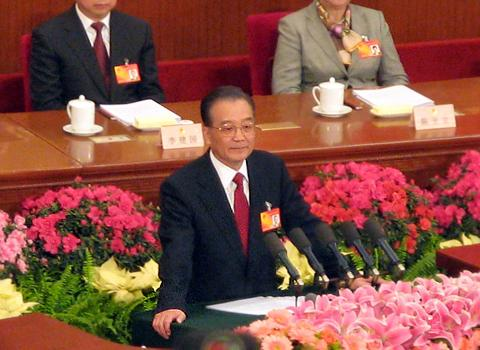
2010年3月5日，时任国务院总理温家宝在第十一届全国人大第三次会议上代表国务院作《政府工作报告》

《政府工作报告》是中华人民共和国政府国家行政机关的一种公文形式，各级人民政府都必须在每年召开的当地人民代表大会会议上向大会主席团、人大代表和列席人大会议的政协委员发布这一报告。

## 政府工作报告的形成和发布
报告由各级政府的办公机构拟稿，如国务院办公厅、省级人民政府办公厅、地级人民政府办公室、县级人民政府办公室等。交由政府领导审阅后，正式在“两会”上由政府正职领导人宣读，并发布印刷稿。之后也会通过各类媒体向大众公布全文。

## 政府工作报告的结构和内容
政府工作报告的结构通常分为三部分。

### 一年来工作回顾
回顾并总结上一年来的政府工作情况。
汇报政府取得的成绩和基本经济指标完成情况，然后再将政府工作分为几个大类（如经济、社会事业、劳动等），分别详细阐述工作举措和成绩。

### 当年工作任务
归纳当年政府各项工作，汇报这一年政府的工作计划和目标。
首先提出一段纲要性的文字，说明当年政府工作的基本思路和主要任务。然后再将政府工作分为几个大类（如经济、社会事业、劳动等），分别详细阐述将要施行的工作举措和工作计划。

### 政府自身建设
详细阐述对当年政府内部的政府职能、民主化建设、依法行政、政风建设等方面将要施行的工作举措和工作计划。

### 其他
国务院总理所作的《政府工作报告》一般还包括外交和国际形势方面的内容。
每个“中华人民共和国国民经济和社会发展五年规划”开始之年，报告中还需包含过去五年的总结和今后五年的基本规划。
部分《政府工作报告》后，对报告中出现的一些新名词或专有名词还附有“名词解释”。

## 其他有关事宜
人大代表、政协委员在听取政府工作报告后，将会按照地区或行业分为几个小组，进行分组讨论和审议，就政府工作报告中提出自己的意见和建议。
在稍后的人民代表大会会议上，主席团会对报告进行审议，并形成审议意见反馈给政府。

## 政府工作报告的翻译
中央人民政府（国务院）工作报告往往有对应的英文翻译；而全國人大會議秘書處亦將政府工作報告翻譯成蒙古、藏、維吾爾、哈薩克、朝鮮、彝、壯等7種少數民族文字版本，供少數民族代表委員翻閱。近来，随着中国的不断开放，在中国境内生活和工作的外籍人士日益增多，对中国政府工作了解的需求也不断高涨，因而地方政府工作报告也逐渐出现了英文版。2004年上海市人民政府、深圳市人民政府率先发行英文版的政府工作报告。浙江省宁波市人民政府在2005年将工作报告译成英文发行。2006年，浙江省嘉兴市人民政府工作报告也被译成英文公布。此后，各省市相继有很多地方政府将自己的工作报告译成英文对外发布。
政府工作报告的翻译分为完整翻译和要点翻译。早前对政府工作报告的翻译大多采用完整翻译的形式，一字不落地翻译政府工作报告的原文。完整翻译对于文档做工作具有重要的作用。而对于一般外国读者的需要来说，也许只是那些最重要的内容，这也许是进行概要翻译的原因。

## 评论
有观点声称报告“太多虚话”，“不切中国百姓的生活实际”。“年年讚声连连，但对于群众关心的‘实际问题’只字不提”。
有人提出上述评论不合实际，并且指出从3月2日开始，2016年全国两会已经举办了21场新闻发布会和记者会。梳理这21场“答问”，共计200多次提问，15个部委“一把手”亮相，针对中国经济社会发展等诸多难点、热点、焦点，进行回应解答，相关政策信息集中释放。